# Биг Джо (камень)

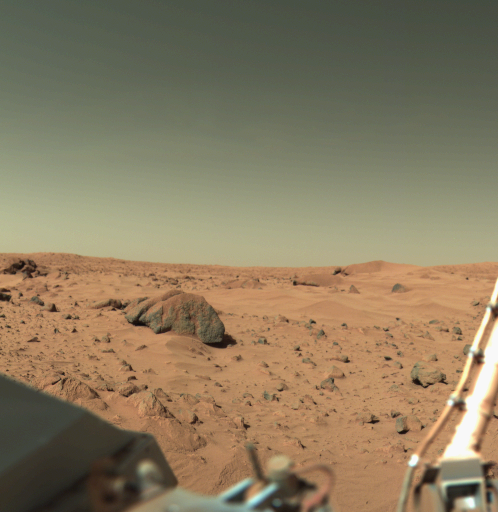
Камень «Биг Джо» (левее центра), запечатлённый «Викингом-1» (11 февраля 1978)

«Биг Джо» (англ. Big Joe, МФА: — большой Джо) — камень, найденный спускаемым аппаратом «Викинг-1»  в июле 1976 года. «Биг Джо» являлся самым крупным камнем, лежащим рядом с «Викингом-1». Размеры камня сопоставимы с размерами банкетного стола. «Биг Джо» и другие камни в этой области, возможно, подвергались ветровой эрозии. Скорость ветра в этой области может достигать 7 м/с.

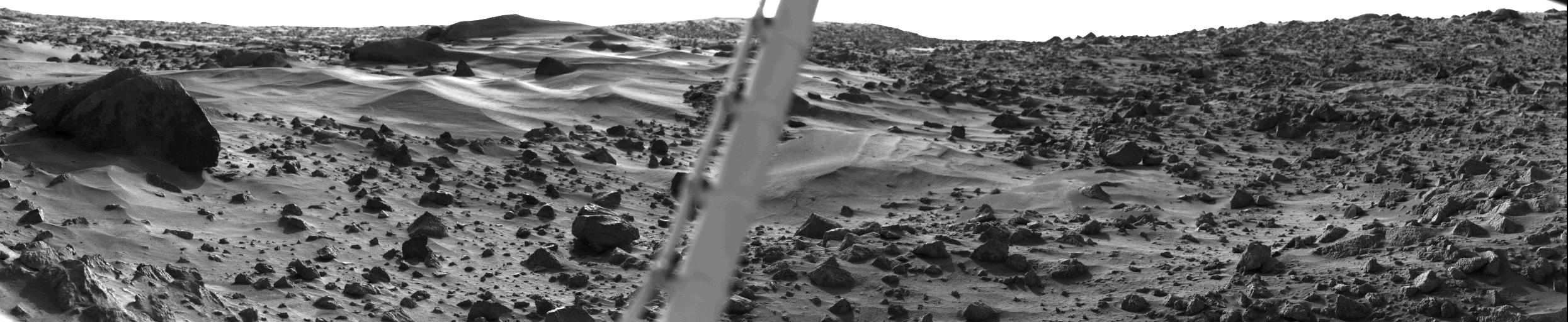
Панорама поверхности от «Викинга-1». Камень «Биг Джо» находится в левом углу